# Katoavia timantteja eli Herrasmies-varas Morel vastustajanaan etsivä Frank
Katoavia timantteja eli Herrasmies-varas Morel vastustajanaan etsivä Frank è un film muto del 1916 diretto da Bror Berger.